# 水井街酒坊遗址
水井街酒坊遗址位于中国四川省成都市锦江区水井街17～23号，是明清时期酿造白酒的作坊遗址，是1999年度全国十大考古新发现之一，2000年1月11日公佈為四川省文物保護單位。2001年6月25日列為第五批全國重點文物保護單位，2012年以中国白酒老作坊的名义被列入中国世界文化遗产预备名单；水井坊酒传统酿造技艺于2008年被颁布为国家级非物质文化遗产。
1998年8月，成都全兴酒厂改建厂房时，发现了地下的古代酿酒作坊。1999年3～4月对其进行了全面考古发掘。遗址总面积1700平方米，发掘面积280平方米，发掘出晾堂三座（分属明、清、现代）、酒窖八口、炉灶四座、灰坑四个。出土陶瓷以酒具最为丰富。水井街酒坊遗址是对研究中国浓香型白酒酿造史有重要价值。

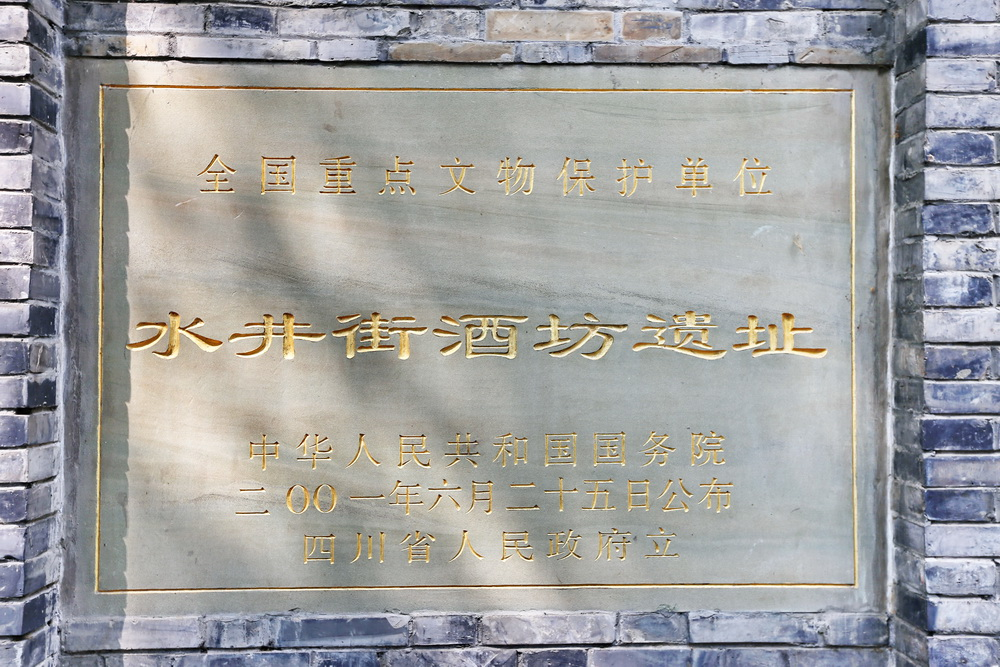
第五批全国重点文物保护单位标志
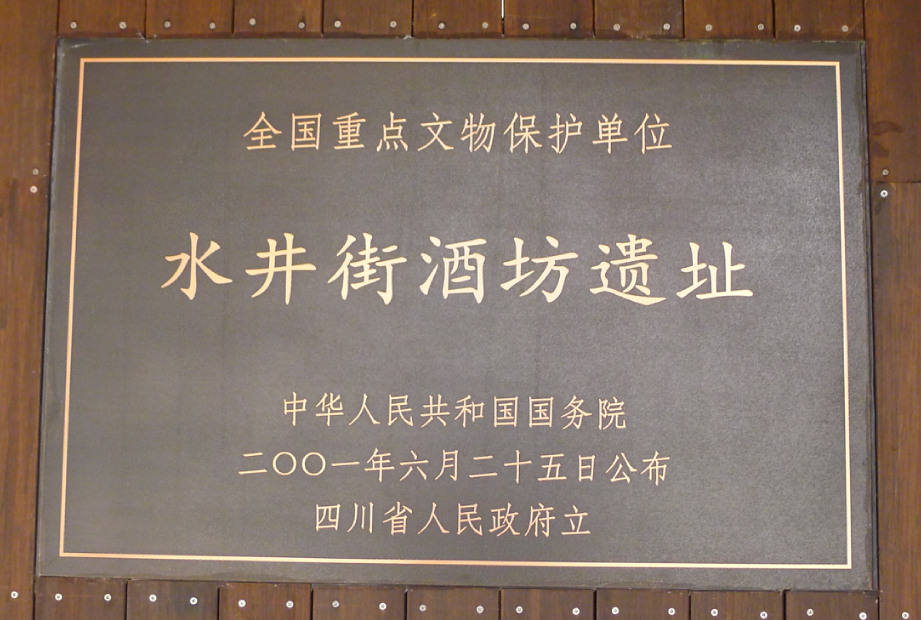
第五批全国重点文物保护单位标志
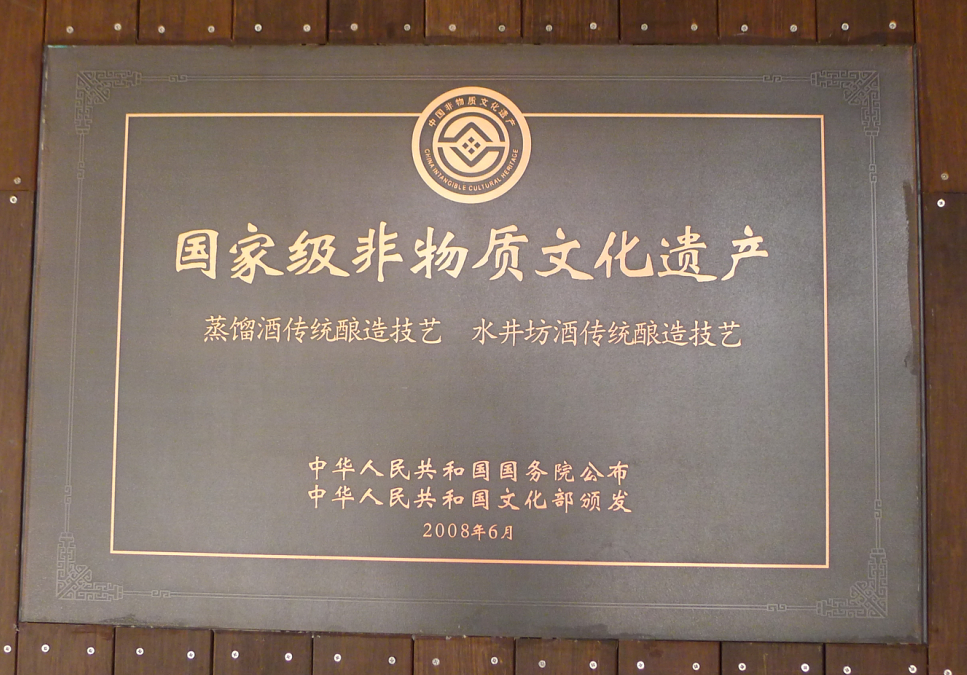
非物质文化遗产
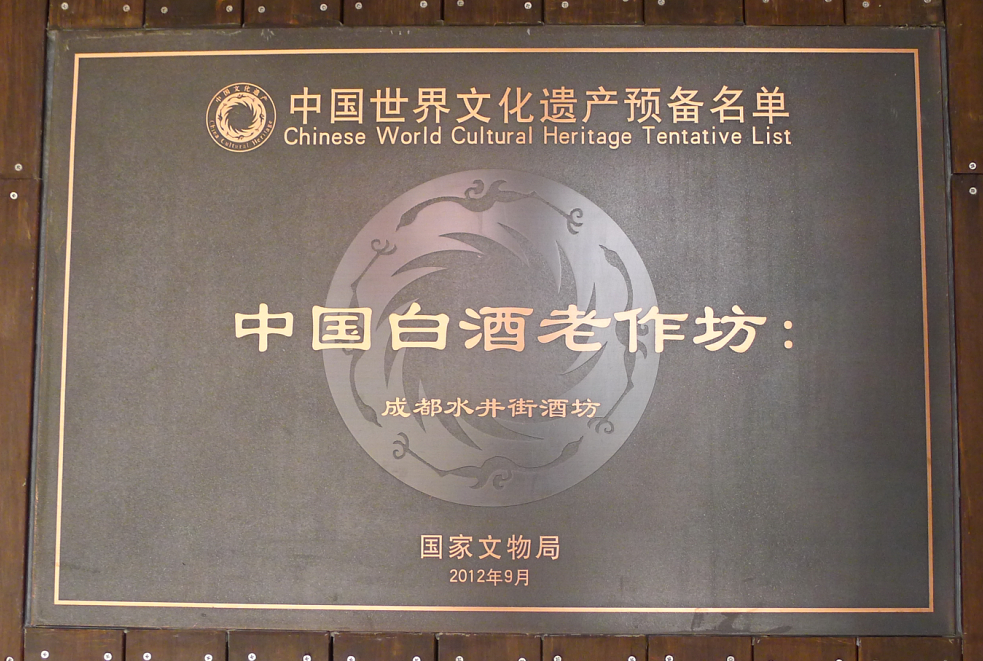
中国世界文化遗产预备名录：中国白酒老作坊